# Degu Debebe
Degu Debebe est un joueur de football international éthiopien, né le 1er janvier 1984 et évoluant à Saint-George SA.
Il évolue habituellement comme défenseur.

## Carrière
Degu Debebe joue successivement dans les équipes suivantes : Équipe d'Éthiopie de football et Saint George SC.